# The Invisible Dog Art Center

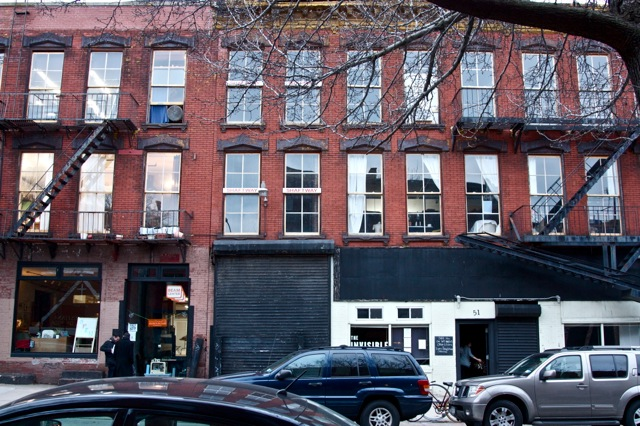
Vue de l'Invisible Dog, 51 Bergen Street, Brooklyn

The Invisible Dog Art Center est un musée et un centre d'art créé par Lucien Zayan en 2009. Il tire son nom du bâtiment qui l'abrite, une ancienne fabrique de laisses invisibles pour chiens située à Boerum Hill à Brooklyn.
Le Centre d'art accueille aujourd'hui des spectacles, des performances et des expositions ainsi qu'une trentaine d'artistes en résidence.

## Histoire
Après avoir découvert le lieu en 2008 lors d'un voyage aux États-Unis, Lucien Zayan, un Français d'origine égyptienne, professionnel de la culture ayant fait ses armes au Festival international d'art lyrique d'Aix-en-Provence, au théâtre de la Madeleine et au Festival de Marseille, contacte le propriétaire et se fait prêter le bâtiment de plus de 3 000 mètres carrés pour le transformer en centre d'art.

## Artistes notables y ayant réalisé des performances ou expositions
- Jon Burgerman (en)
- Hervé Tullet
- Prune Nourry
- Théo Mercier
- Annie Baillargeon
- Oli Sorenson
- Sébastien Pesot